# رایتسنهاین (مارینبرگ)
رایتسنهاین (به آلمانی: Reitzenhain) یک منطقهٔ مسکونی در آلمان است که در مارینبرگ (ارتسگبیرگه) واقع شده‌است. رایتسنهاین ۲۹۲ نفر جمعیت دارد.